# ألفونسو دولانتو
ألفونسو دولانتو (بالإسبانية: Alfonso Dulanto Corzo)‏ هو لاعب كرة قدم بيروفي في مركز الدفاع، ولد في 22 يوليو 1969 في ليما في بيرو. شارك مع منتخب بيرو لكرة القدم. أما مع النوادي، فقد لعب مع نادي أبويل ونادي أونيفرسيداد ناسيونال ونادي مريدا ونادي ميلغار أريكيبا ونادي يونيفرسيتاريو.

## وصلات خارجية
- ألفونسو دولانتو على موقع الاتحاد الدولي (مؤرشف)  (الإنجليزية)
- ألفونسو دولانتو على موقع قاعدة بيانات كرة القدم.إي يو (الإنجليزية)
- ألفونسو دولانتو على موقع ناشيونال فوتبول تيمز (الإنجليزية)
- ألفونسو دولانتو على موقع Soccerway.com (الإنجليزية)